# Бомбомёт (полевой)

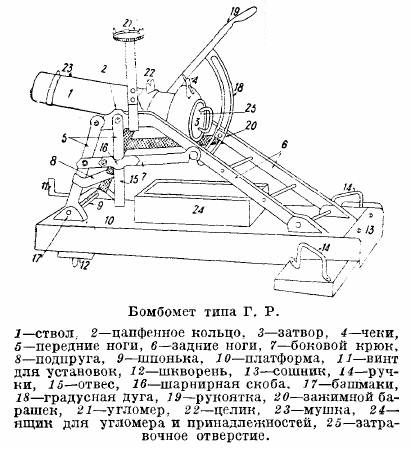
Бомбомёт типа Г. Р.

Бомбомёт (полево́й) — тип артиллерийского орудия: мортира или миномёт, стреляющие надкалиберными боеприпасами. Кроме того, в России/СССР термин «бомбомёт» иногда применялся и по отношению к миномётам (в XVII—XIX веках разрывной артиллерийский снаряд для полевых орудий относительно малого калибра — менее 1 пуда, то есть 196 мм — назывался гранатой, более тяжёлые снаряды назывались бомбами). 

В период до Первой мировой войны включительно бомбами назывались тяжёлые разрывные (по современной терминологии — фугасные и осколочно-фугасные) артиллерийские снаряды, предназначенные для стрельбы из мортир всех калибров (но не мортирок!), тяжёлых гаубиц и тяжёлых пушек, а также морских бомбических орудий (впрочем, последние вышли из употребления ещё в XIX веке). Бомба для гладкоствольного орудия представляла собой пустотелое ядро, начинённое порохом, с деревянной дистанционной трубкой, также начинённой порохом и вставлявшееся в отверстие — «очко»; вокруг отверстия были две скобы («уши»), за которые бомбу поднимали особыми крючками при заряжении. Вставлялась в ствол дистанционной трубкой вниз и воспламенялась от пороховых газов. После введения конических снарядов их подразделение на «бомбы» и «гранаты» держалось только по инерции; со времён Первой мировой войны термин «граната» закрепился за ручными гранатами и снарядами для гранатомёта (гранатомётными гранатами), «бомба» — за авиационными бомбами, артиллерийские снаряды стали называть просто «снарядами», а снаряды для миномётов артиллерийскими минами.

Бомбомёт системы Аазена

Фотография бомбы.(Бомбомёт системы Аазена)

89-мм миномет Ижорского завода

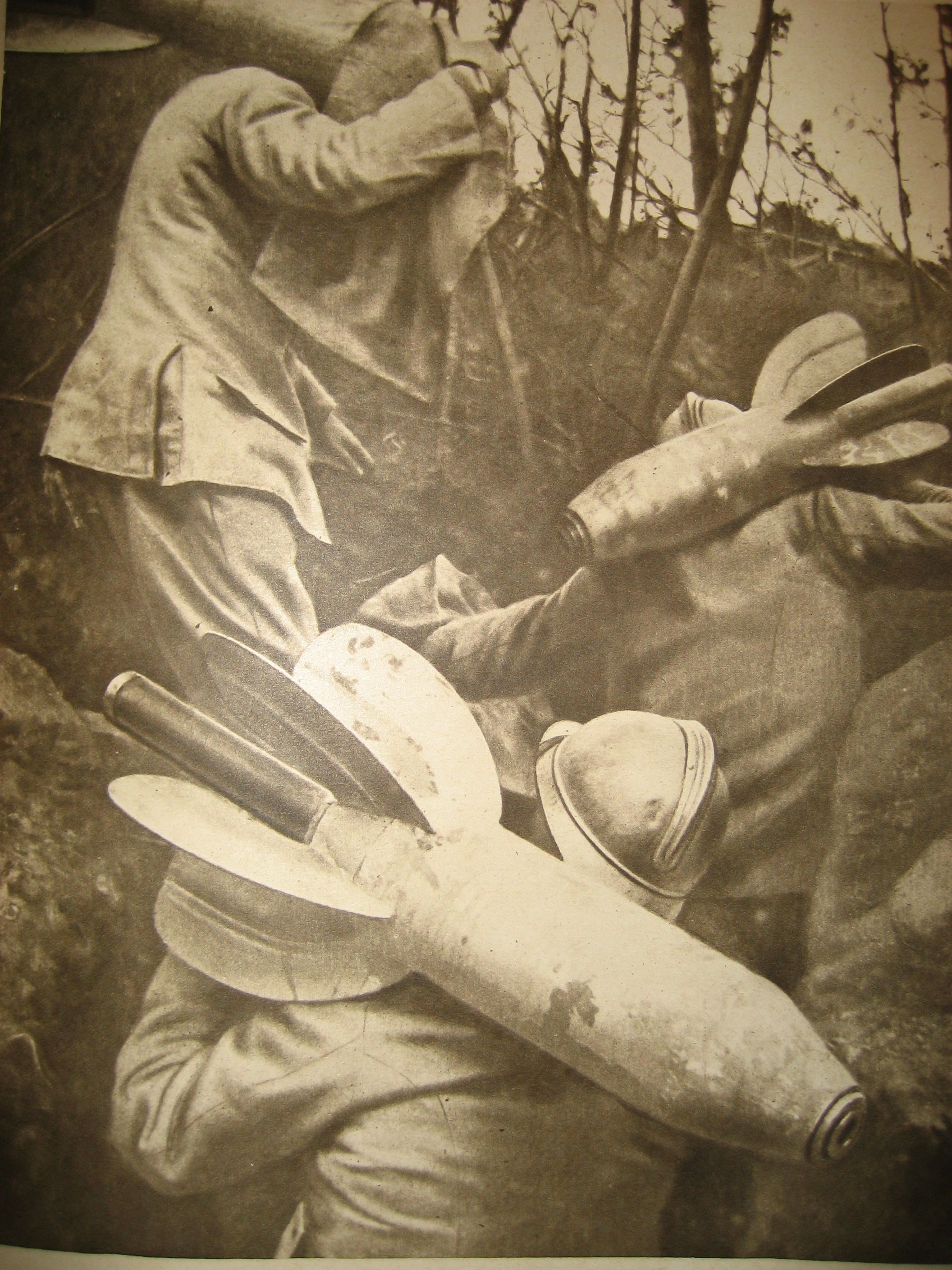
Надкалиберная мина французского миномёта

Опыт Русско-японской войны выдвинул особенное значение орудий ближнего боя, стреляющих снарядами осколочного действия и служащих для подготовки и отбития атаки и поражения войск, находящихся за укрытиями. Этот опыт был учтён в войну 1914—1918 годов, когда был разработан целый ряд конструкций бомбомётов и миномётов, системы которых были усовершенствованы в течение войны.
В позиционный период (с 1915 года) во всех воюющих армиях потребность в бомбомётах удовлетворялась сначала изготовлением самодельных орудий самими войсками из кусков железных и стальных труб с навинчивающимся дном, укреплённых под углом на деревянной колоде, ракетных станков, артиллерийских гильз и т. п. Дальность таких бомбомётов не превосходила 50-100 м. По мере расширения позиционной борьбы и роста потребности в бомбомётах конструкции последних стали разрабатываться на артиллерийских заводах, причём в период 1915—1917 гг. на Русском фронте появились бомбомёты, приведённые в таблице:
Данные бомбомётов, состоявших на вооружении на русском фронте (период 1915—1917 гг.)
| Тип бомбомёта | Калибр в мм. | Вес снаряда в кг. | Вес разрывного заряда в кг. | Начальная скорость в м/с | Вес Б. | Скорострельность, выстр/мин | Наибольшая дальность, м |
| Г. Р.         | 91           | бомба 3,3         | 0,7                         | 100                      | 46     | 4-5                         | 500                     |
| Аазена        | 75           | граната 1,2       | 0,4                         | —                        | 24     | —                           | 400                     |
| 20-мм         | 20           | граната 2,45      | 0,17                        | 61                       | 33     | —                           | —                       |
| Лихонина      | 20           | бомба 3,0         | 0,34                        | 16,8                     | 16,5   | —                           | 500                     |

За 1915—1917 гг. на Русский фронт поставлено было 14 047 бомбомётов, из них до конца войны по разным причинам потеряно было 6 500 единиц. На бомбомёты возлагались следующие задачи: беспокойство противника обстреливанием его расположения и поражение его войск, находящихся в окопах.
Появившиеся бомбомёты разных систем близко походили по своему устройству на современные миномёты (которые стали развитием появившегося во время Первой мировой войны миномёта Стокса), отличаясь от последних следующими деталями: бомбомёты заряжались с казны, имея снаряд преимущественно осколочного действия и малый разрывной заряд, вследствие чего они были совершенно непригодны для разрушения искусственных препятствий и даже слабых блиндажей и убежищ. В силу этих причин к концу войны 1914—1918 гг. были разработаны устройства, стреляющие мощными надкалиберными минами. Корабельные надкалиберные миномёты (для выброса глубинных бомб) такого типа и в настоящее время называются бомбомётами. После Первой мировой войны большинство армейских артиллерийских систем такого типа стали в русском языке называться миномётами. Однако во время конфликта на КВЖД, то есть в конце 1920-х годов, название «бомбомёт» всё ещё было в ходу.

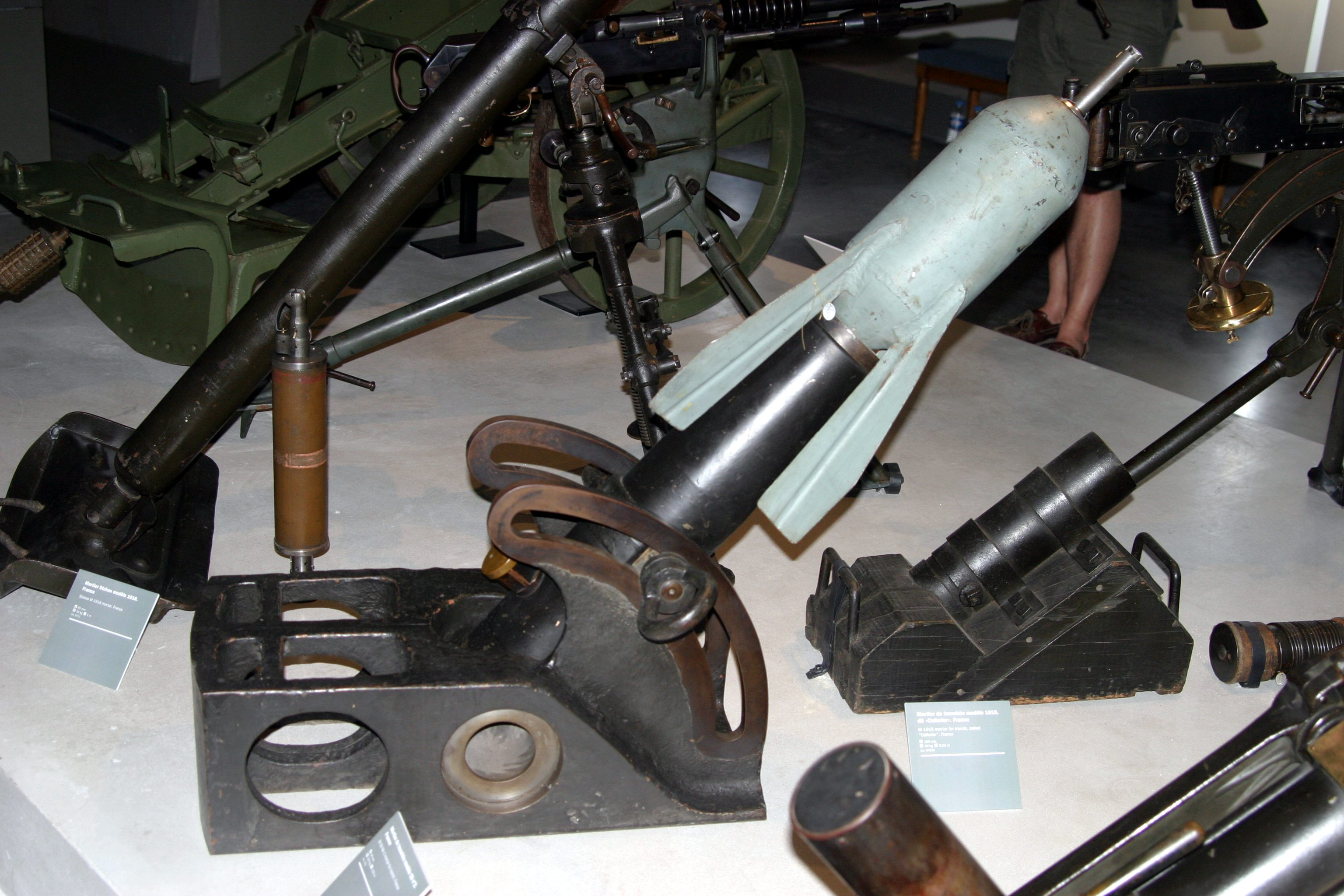
миномёт Стокса рядом с 58-мм французским миномётом гораздо более архаичной конструкции и весящим 400 кг, рядом с самодельным устройством, сделанным из стальной трубы (или из гильзы снаряда), укреплённой под углом на деревянном чурбане